# Nordische Ältere Bronzezeit
| Nordische Bronzezeit         | Nordische Bronzezeit | Nordische Bronzezeit          |
| ---------------------------- | -------------------- | ----------------------------- |
| Nordische Späte Bronzezeit   | Periode VI           | 550/530 v.Chr. 730/720 v.Chr. |
| Nordische Jüngere Bronzezeit | Periode V            | 730/720 v.Chr. 950/920 v.Chr. |
| Nordische Jüngere Bronzezeit | Periode IV           | 950/920 v.Chr. 1100 v.Chr.    |
| Nordische Ältere Bronzezeit  | Periode III          | 1100 v.Chr. 1300 v.Chr.       |
| Nordische Ältere Bronzezeit  | Periode II           | 1300 v.Chr. 1500 v.Chr.       |
| Nordische Ältere Bronzezeit  | Periode I            | 1500 v.Chr. 1800 v.Chr.       |

Mit der Bezeichnung Nordische Ältere Bronzezeit ist der Beginn der Bronzezeit im nördlichen Europa und Norddeutschland (Nordische Bronzezeit) gemeint. Der Begriff gilt als Alternativbezeichnung für die in Archäologenkreisen übliche Bezeichnung „Periode I–III“ nach Oscar Montelius. Relativchronologisch wird damit die Zeitspanne vom Ende der mitteleuropäischen Frühbronzezeit (Bronzezeit A2) bis einschließlich der beginnenden mitteleuropäischen Spätbronzezeit (Bronzezeit D und Hallstattzeit A1) benannt.